# Vriesea zonata
Vriesea zonata är en gräsväxtart som beskrevs av Elton Martinez Carvalho Leme och José A. Siqueira Filho. Vriesea zonata ingår i släktet Vriesea och familjen Bromeliaceae. Inga underarter finns listade i Catalogue of Life.